# 焗豆

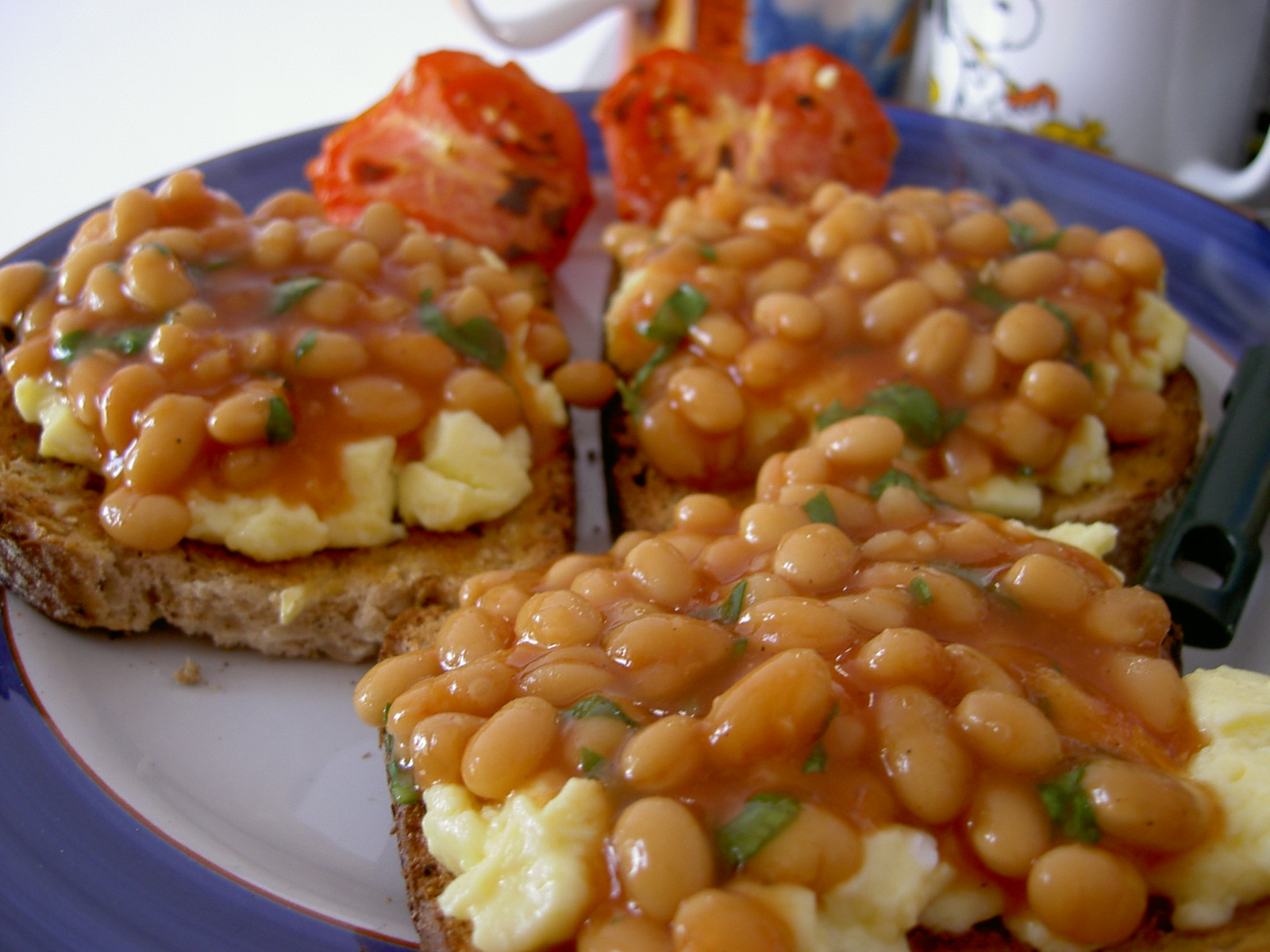
焗豆子放在炒鸡蛋和面包上

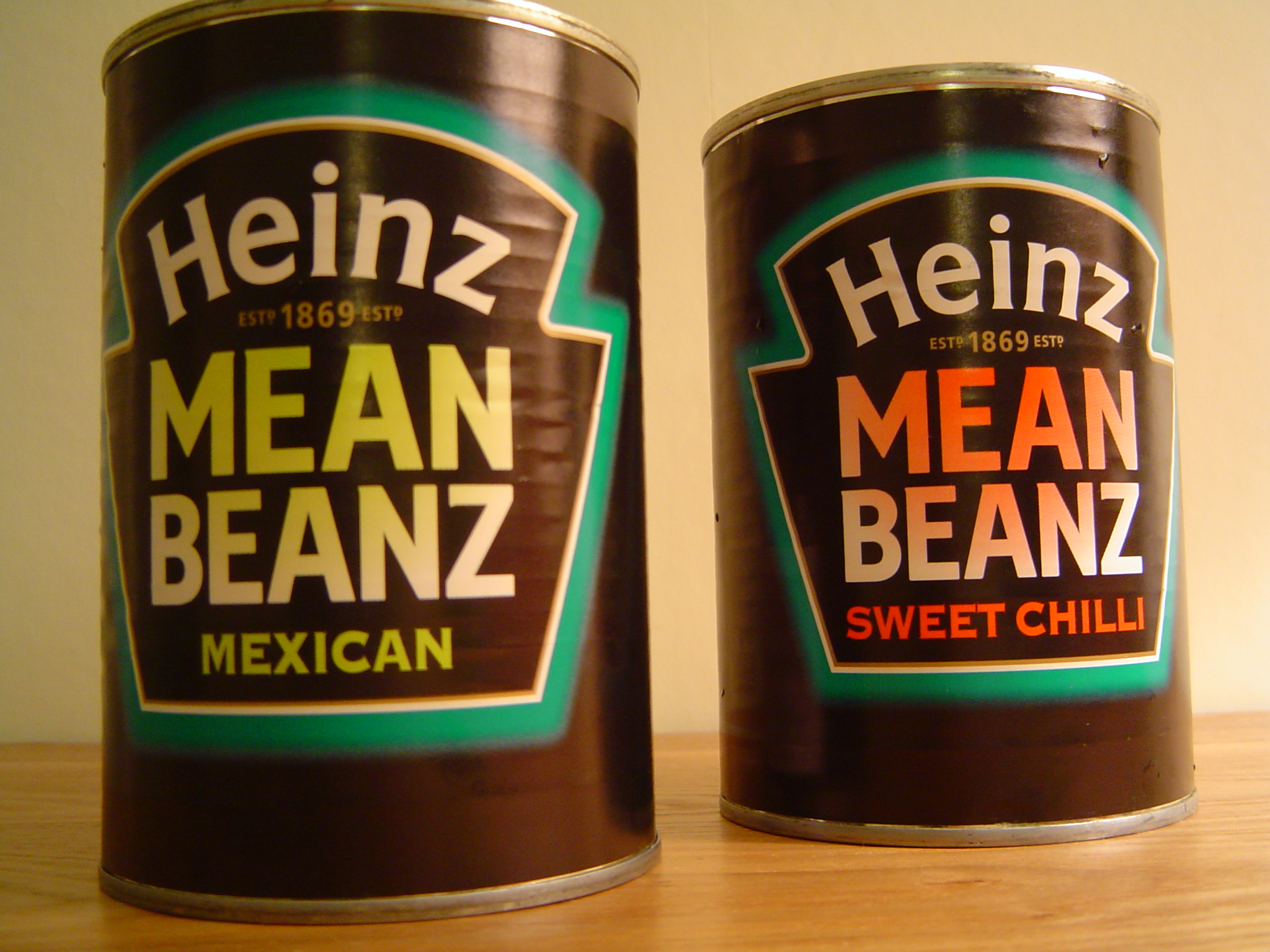
美國罐裝焗豆

焗豆（英語：baked beans），亦稱烘豆、烤豆子或茄汁豆，是欧洲传统食物，在現代仍然很受欢迎，常做成罐头食品。虽然英文名指明是“烤豆子”，这道菜一般是和酱汁一起炖煮而成，罐頭的通常是蒸熟。大多数市面上的焗豆罐头使用白豆和番茄汁。白豆亦称海军豆，是菜豆的一种。焗豆常夹在麵包中吃，也可以作为英式早餐的一部分食用。
在美国，波士顿风格的焗豆享有盛名，让波士顿享有“豆子城”（Beantown）的称号。波士顿焗豆用糖蜜和咸培根煮成，独具特色。以番茄汁、玉米糖浆和红糖作为酱汁的焗豆，在美国各地都能见到。缅因州和魁北克风格的焗豆则采用枫糖浆调味。罐装焗豆常作為家用方便食品，既可以拿来煮菜，减少烹饪时间，在野营和紧急情况下也可以直接打开吃。罐装焗豆销量很好，经常和薯片、华夫饼一类的食品一起吃。

## 历史
用来做焗豆的豆子原产于北美地区，在16世纪引介到意大利和法国。无论是烤、煮、做罐头，还是其他烹饪方法，焗豆类菜肴通常带有鲜和甜的口味，汤汁呈棕色或红色，豆子内是白色。今天流行的焗豆食谱最有可能在北美产生，各地不同的豆类食谱在北美碰撞融合，最终形成一种大多数人都能接受的味道。
尽管现在大多数焗豆是煮熟的，传统的焗豆使用陶瓷或铸铁做成的罐子慢烤而成。缅因州有一种特有的“坑烤豆子”烹饪法（bean hole cooking），可能最早由美洲原住民使用，后来在条件艰苦的伐木营地广为流传。方法是挖一个坑，里面用石头砌墙，坑里烧火形成大量热炭灰。把一锅11磅重（5公斤）的豆子放在灰烬中，里面已经加了洋葱、肉、盐等调味品，覆盖泥土，用炭灰的热量煨一夜或更长的时间。挖出来就可以吃了。这种豆子是早期缅因州伐木工人的主食，几乎餐餐都吃。
罐装焗豆是最早的方便食品之一，里面往往含有猪肉。美国内战中，咸猪肉、豆子和番茄汁混合熬煮成的食物，做成罐头以后是美国陆军的重要配给品。虽然现在焗豆罐头包装上会写“猪肉和豆子”字样，人们已经接受了里面猪肉含量很少的事实。1996年，美国国家猪肉生产者理事会通过一项决议，呼吁标明“猪肉豆子”的商品里必须含有能看得见的猪瘦肉。他们认为，罐装焗豆只用一点点咸肉脂肪提味，损害了猪肉生产者的形象。对此，美国食品和药物管理局发表一篇声明说：“消费者多年来普遍认定‘猪肉豆子’这一名称指的是一系列含有很少猪肉的商品。”因此商家可以继续使用这一词条而不会被控名不副实。

## 英国和爱尔兰

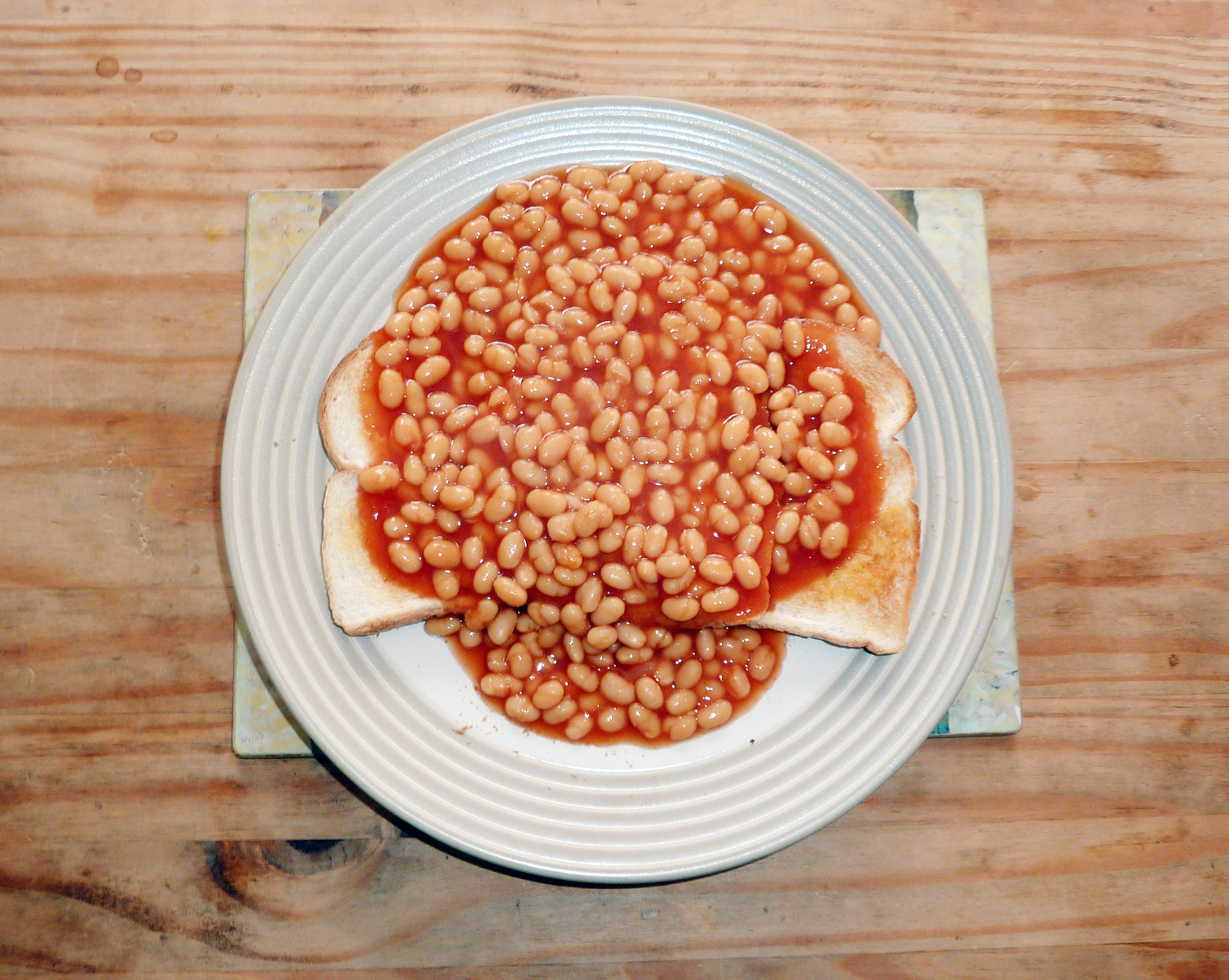
焗豆拌土司

在英国、爱尔兰和香港，“baked beans”一词几乎无一例外指罐装茄汁豆。许多人认为现代英式早餐必须包括焗豆，或焗豆拌吐司。每一天有230万英国人吃亨氏焗豆；其中有100万人把它当晚饭。虽然亨氏长久以来是最大的焗豆品牌，也有很多其他品牌和它瓜分市场。
1886年，亨氏焗豆第一次在英国出现，由高档百货商店Fortnum & Mason作为高价进口商品销售。虽然焗豆现在是大众食品，并且可以说是低档商品之一， Fortnum 商场依照传统，仍然把焗豆和其他昂贵商品放在一起卖。在二战以前，每罐亨氏焗豆里都有一大块肉，由于战时配给制度，罐头里不再有大块的肉，战后也没有恢复以前的样子。
由于焗豆价格便宜，也很容易用微波炉加热，它常被看做是学生食品。英国超级市场里，最便宜的焗豆只卖30便士。有机食品做成的高档焗豆也只用79便士。焗豆是亏本营销的典型，即超级市场用低于成本的价格卖一种商品，以吸引顾客。焗豆最近也出现一些创新食品中，如作为香肠填料、作为培根的配菜、作为比萨饼的顶料。英国风格焗豆在澳大利亚和新西兰也很受欢迎。

## 美国

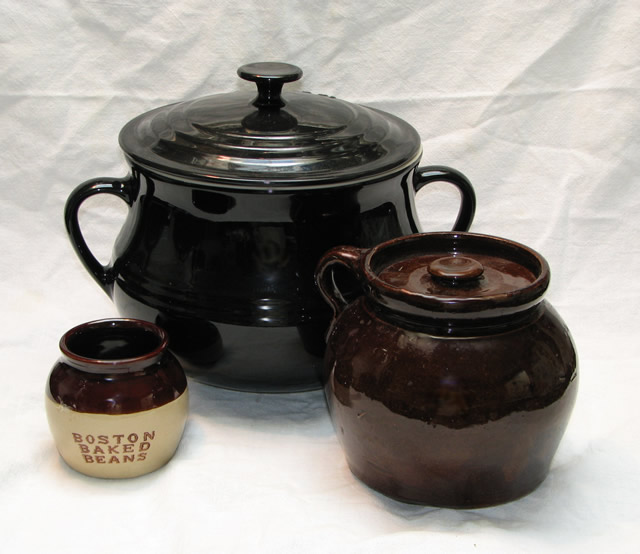
三只专门用来焗豆子的瓦罐。最小的罐子上写“波士顿焗豆”。

在美国，不同公司生产的豆子常有不同的口味，一些传统著名品牌还有独特包装。如 B&M 生产的特制波士顿焗豆用仿传统风格小陶罐装豆子，和罐装新英格兰棕面包一起卖，这是波士顿地区传统饮食组合。
虽然海因茨焗豆出口到英国，并取得巨大的成功，但海因茨在美国本土的市场占有率不如在英国高。英美两国销售的焗豆味道也不一样。英国人熟知的“海因茨茄汁豆”在美国最相似的产品是同一品牌的“高级素食豆”，但两者仍然有显著差别。
美国的焗豆多含有红糖，一罐16盎司的美国焗豆含有14克糖而同样的英国产品只含有7克糖（相当于 140 vs 90 卡路里)。美国焗豆颜色更暗，口感更绵糯。口味的差别导致一些出口的焗豆又进口回美国。

## 健康问题
2002年，英国饮食协会允许焗豆生产商把该产品宣传为健康食品，因为它可以纳入每人每日吃5-6份蔬菜的范畴。这一让步受到心脏内科专家指责，因为焗豆是高盐高糖食品。然而研究证明，食用焗豆的确能降低体内总胆固醇和低密度脂蛋白胆固醇。即使是胆固醇正常的个体身上也能看出这种影响。一些厂家生产的焗豆具有低糖和低盐的健康版。

### 胀气
焗豆以食后胀气闻名。这是由于肠道菌群作用，多糖（特别是寡糖）在体内发酵。低聚糖在穿过小肠时基本保持不变，但当他们到达大肠后，这里的大量细菌与寡糖作用，生产大量的屁。